# Irmgard Spiess
Irmgard Spiess (* 31. August 1898 in Wesel als Irmgard Hogrefe; † 28. Januar 1999 in Kleinkarlbach) war eine deutsche Unternehmerin. 

## Leben
1898 in Wesel geboren, ging Irmgard Hogrefe mit 18 Jahren nach dem Abitur nach Heidelberg zum Chemiestudium. 1921 promovierte sie summa cum laude bei Emil Knoevenagel und war die erste Frau, die am chemischen Institut der Universität Heidelberg eine wissenschaftliche Assistentenstelle erhielt. Anschließend arbeitete sie in der Patentabteilung der BASF in Ludwigshafen am Rhein.
1923 heiratete sie Dr. Paul Spiess. Sie zogen nach Kleinkarlbach, wo die Familie Spiess eine Farben- und Lackfabrik besaß. Das Unternehmen war 1861 von Carl Friedrich Spiess als „Erdfarbenbetreibungsgeschäft“ gegründet worden. Den Anstoß hierzu hatte Justus von Liebig gegeben, mit dessen Nichte der Gründer verheiratet war. Nach der Geburt ihrer Söhne Dieter und Wolfram wurde Irmgard Spiess 1927 wieder berufstätig. Gemeinsam mit ihrem Mann entwickelte sie einen neuen Unternehmenszweig: die Produktion von Schädlingsbekämpfungs- und Pflanzenschutzmitteln insbesondere zur Bekämpfung von Kartoffelkäfern. Mehrere ihrer Erfindungen wurden patentiert. Sie übernahm die Betriebsleitung, nachdem ihr Mann 1939 zum Kriegsdienst einberufen worden war. Nach seiner Entlassung aus der Kriegsgefangenschaft bis zu seinem Tod (1963) führten sie das Unternehmen gemeinsam. Danach leitete sie die Spiess-Gruppe gemeinsam mit ihren Söhnen bis kurz vor ihrem Tod im Alter von 100 Jahren.
Irmgard Spiess verstand sich als Pfälzerin mit preußischem Einschlag. Für Krisenzeiten galt ihr das Motto: „Wenn Gott eine Tür zuschlägt, macht er an anderer Stelle ein Fensterle auf.“ 
Irmgard Spiess übte außerhalb des Unternehmens zahlreiche Ämter aus: 1968 wurde sie als erste Frau Mitglied der Vollversammlung der Industrie- und Handelskammer für die Pfalz in Ludwigshafen am Rhein. Von 1951 bis 1979 war sie Beiratsmitglied des Industrieverbandes Agrar.

## Ehrungen
Für ihre Verdienste in der Entwicklung der pfälzischen Wirtschaft und in Würdigung ihrer ehrenamtlichen Tätigkeiten erhielt sie 1963 das Bundesverdienstkreuz 1. Klasse und 1973 das Große Verdienstkreuz des Verdienstordens der Bundesrepublik Deutschland. Kleinkarlbach ernannte sie im gleichen Jahr zur Ehrenbürgerin. 1998 zeichnete Kurt Beck sie mit dem Verdienstorden des Landes Rheinland-Pfalz aus.